# Clypeophysalospora latitans
Clypeophysalospora latitans är en svampart som först beskrevs av Pier Andrea Saccardo, och fick sitt nu gällande namn av H.J. Swart 1981. Clypeophysalospora latitans ingår i släktet Clypeophysalospora och familjen Clypeosphaeriaceae.   Inga underarter finns listade i Catalogue of Life.